# Narkolepszia
A narkolepszia a központi idegrendszer ismeretlen eredetű krónikus betegsége, az ébrenlétet és az alvást is érintő bonyolult működési zavar. Az alvászavarok csoportjába tartozik, jellemzője, hogy az agy képtelen megfelelően szabályozni az alvási ciklusokat.

## Előzmények
Az első világháború előtt nagyon ritkának tartották, nem igazán ismerték. A betegeket epilepsziásoknak hitték, mert ugyanúgy váratlanul összeestek, de a végtagrángásos görcsroham helyett, ők mozdulatlanul, mély álomba zuhantak. A narkolepszia elnevezés Jean-Baptiste-Édouard Gélineau francia orvostól származik, aki 1880-ban elsőként írta le a betegséget.
Az 1917-1922 közötti nagy agyvelőgyulladás járvány idején sok esetet regisztráltak, és jobban megismerték ezt a betegséget, de komolyabb kutatás csak az 1970-es években kezdődött.

## Jellemzői
Állandó nappali fáradtság és álmosság, valamint hirtelen, leküzdhetetlenül, legtöbbször rohamokban jelentkező nappali elalvás. Ezek az elalvások általában monoton körülmények között, munkahelyen, otthon, iskolában, autóvezetés közben, vagy bármely más helyzetben előfordulhatnak.

## A betegség leírása
Normál esetben alvás során egész szervezetünk regenerálódik, sejtjeink, szervrendszerünk és idegrendszerünk is. Az alváshiánnyal járó alvászavar, ahová a narkolepszia is tartozik, idegrendszeri kimerüléshez vezet.
Az alvás folyamatát leegyszerűsítve két szakaszra, a nem REM, és a REM fázisokra lehet osztani. (A REM alvás jelentése: Rapid Eye Movement= Gyors szemmozgásos, álom-fázis)
A nem REM fázis álom nélküli, felszínes alvás, a test ellazul, a szemek is nyugalomban vannak, az agyhullámok lassúak. A REM fázis álmokkal járó mély alvás, a lehunyt szemek gyors mozgása jellemzi, az izomtónus megszűnik, a test teljesen ellazul, az agyhullámok sebesen működnek. Normális alváskor ezek a fázisok váltják egymást. Általában 1-2 óra (rendszerint 90 perc) álom nélküli alvás után merülnek az alvók a mély álom fázisába. A narkolepsziásoknál a normál, álom nélküli nem REM fázis hiányzik, a beteg pár perc alatt már REM fázisba merül, mely hirtelen betör a nappali tevékenységébe, megzavarva az ébrenléti agyműködést, az agy nem tudja meggátolni az elalvást. A hirtelen jelentkező álom szakasz jelentősen megterheli a szervezetet. De a betegek éjszakai alvásaik sem a normális módon zajlanak. Gyakran felébrednek, mély alvásuk sokkal kevesebb, a REM alvások összmennyisége is jelentősen nagyobb, ezért folyamatos alváshiányban szenvednek.

## Tünetei
Általában serdülőkorban, vagy fiatal felnőttkorban jelentkeznek az első panaszok, amik aztán a beteget egész élete során végigkísérik.
A betegség első jelei, hónapokig, vagy akár évekig is fennállhatnak, mire a következő tünetek megjelennek.
Több jellemző tünete van, de ritka, amikor mind előfordul, legtöbbször egy-két tünet jellemző. A teljes tünetcsoport a betegek körülbelül 2-10%-ánál van jelen, a csak kóros aluszékonyság pedig kb. 60%-nál. Ami mindenkinél jelentkezik az a rendkívüli nappali álmosság és gyengeség, ami független az előző éjszakai alvás minőségétől, vagy mennyiségétől. A tünetek többsége a betegek számára gyakran megmagyarázhatatlanok és ijesztőek. Az elalvásnak csak néha tud ellenállni a narkolepsziás, viszont az alvásból, mint normális alváskor, könnyen felébreszthető.
A betegek bármilyen életkorúak is legyenek, mindenki úgy tapasztalja, hogy az első jelek megjelenését követő két-három évtizedben a tünetek súlyosbodnak.

### Négy klasszikus tünete
- Alvásrohamok
- Kataplexia
- Hypnagog hallucinációk
- Alvásparalízis[18]

#### Alvásrohamok
Váratlan, ellenállhatatlan elalvás, általában monoton cselekvés közben. Sokszor ilyenkor a beteg automatikusan tovább folytatja a cselekvést, akár a beszédet is, igaz ez utóbbi érthetetlenné válik. Az időtartama pár pillanattól, akár 30 percig is tarthat. Gyakran álom is kíséri. Ébredés után kis ideig általában kipihentség tapasztalható.

#### Kataplexia
Valamilyen erősebb érzelmi hatás, pl. düh, nevetés, félelem, stressz váltja ki. A beteg izmai hirtelen elernyednek, elejtheti a kezében tartott dolgokat, előrebukhat a fej, lecsukódhat a szem, lebiggyedhet a száj, akár minden végtagjára is kiterjedhet a bénulás, a földre zuhanhat, vagy ültében eldőlhet és nem képes megmozdulni. Előfordulhat a beszéd, a látás vagy a hallás zavara is. Másodpercektől akár percekig is tarthat ez az állapot, mely alatt a beteg éber, tudatában van a bénulásának.
A folyamatot nem lehet befolyásolni.

#### Hypnagog hallucinációk
Elalváskor és felébredéskor jelentkező, általában fenyegető tartalmú rémképek, melyek nagyon szorongást keltőek és valóságszerűek.
Gyakran látnak tárgyakat, idomokat, állatokat. Legtöbbször alakokat, akik csak állnak a szobában és őket figyelik, vagy meg akarják ölni őket. A vizuális élményeken kívül akusztikusak is jelentkezhetnek, hangok, zörejek, beszéd, dallam formájában. Egyik jellemző tünet még a levitáció érzése. A beteg teljes izomtónus vesztést él meg, azt érezve, hogy az ágy felett lebeg.
Az észlelt képek nagyon életszerűek, az álmoknál jóval intenzívebbek.

#### Alvásparalízis
Legfőbb jellemzője az akaratlagos mozgás képtelensége. Elalvás előtt vagy ébredés után a beteg képtelen mozdulni, bénultságában nem képes beszélni, vagy a szemét kinyitni. Néha előfordul, hogy szellemeket látnak, vagy úgy érzik lebegnek az ágy felett, esetleg meghaltak. Az állapot rendkívül erős szorongást okoz. A beteg tudata tiszta, érzékelik környezetüket, de nem képesek kapcsolatot teremteni, segítséget kérni. Erősen ingerre, pl. megrázva a beteg testét, kiszakítható ebből az állapotából. Időtartama pár másodperctől percekig, ritkán 10-20 percig is eltarthat.

### Kísérő tünetek
Állandó nyugtalanság, tanácstalanság, reménytelenség, hangulatingadozások, indokolatlan félelmek, zárkózottság, bizalmatlanság, kisebbrendűségi érzés, személyiség zavarok, beilleszkedési problémák. Az állandó fáradtság miatt romló koncentráció és tanulási képesség, valamint szellemi és fizikai teljesítmény.
A betegek körében kiemelkedő tünet a fejfájás, ami gyakran migrénes erősségű. Testsúlynövekedés is felléphet.

### Tünetek, amik esetén érdemes orvoshoz fordulni
- Nappali, váratlan helyzetekben, hirtelen fellépő, csillapíthatatlan alváskényszer.
- Hirtelen izomgyengülés miatt, tárgyak elejtése.
- Házimunkák közben jelentkező időkiesés, melynek hatására megég vasalás közben a ruha, odaég az étel stb.
- Társaságban, munkahelyen, iskolában, figyelemkiesés, felületes elalvás.
- Alvás előtt, vagy közvetlenül ébredés után jelentkező álomszerű képek, lebegésérzés.
- Olvashatatlan írás, mert a beteg egy-egy pillanatra elalszik írás közben és felébred, anélkül, hogy mindezt észrevette volna. Az írásképben különösen jellemzőek a lefelé menő sorok.[25]

## Előfordulása
Becslések szerint a narkolepszia átlagosan 100.000 emberből 25-50-et érint, de mindenhol jelentősen többen vannak, mint ahány beteget diagnosztizálnak. Az előfordulási arány országonként eltérést mutat, átlagosan minden 2.500 emberből egy narkolepsziás.
Az Amerikai Egyesült Államokban, az Amerikai Alvás Társaság becslése szerint körülbelül 125-200 ezer beteg van, melyek közül nem egészen 50 ezren részesülnek kezelésben. Nagy-Britanniában becslések szerint 40.000 ember érintett, de csak 3500-at diagnosztizáltak. Délkelet-Ázsiában, elsősorban Thaiföld északkeleti részén és Laoszban, valamint Japánban, Indonéziában, a Fidzsi-szigeteken, a Karib-térségben az átlagosnál nagyobb mértékű előfordulás észlelhető. Japánban minden 600. ember érintett. Izraelben a legkevesebb a betegek száma, itt csak félmillióból egy ember. Magyarországon közel 5000 narkolepsziás beteg él, de feltételezhető, hogy a valós szám a becsült többszöröse.

### Életkor
Az első tünetek leggyakrabban gyermekkorban vagy fiatal felnőtt korban, általában 7 és 25 éves kor között jelentkeznek. Az esetek 70-80%-ban 25 éves kor előtt, de az élet során bármikor, akár kisgyermekkorban, de közép- és időskorban is megjelenhetnek.

### Nem
Minden életkorban, férfiak és nők között a betegség előfordulása közel azonos.

### Etnikum
Nincsenek jelentős etnikai különbségek.

## Veszélyei
A narkolepszia általában nem veszélyes betegség, viszont drasztikusan ronthatja az életminőséget. A gyerekek iskolai teljesítménye csökken, elmaradnak az osztálytársaktól. Rendellenességeik miatt a többiek gúnyolják, kiközösítik őket. Legtöbbször a pedagógusok sem gyanakodnak betegségre. Felnőttként mind a munkahelyi, mind a társaskapcsolatok terén jelentős hátrányt szenvedhetnek, ami az elszigetelődésükhöz, depresszióhoz vezethet. A narkolepszia súlyosabb formáinál a hirtelen elalvások, vagy összeesések miatt, a leghétköznapibb helyzetek is életveszélyesekké válhatnak, például autóvezetésnél, az úttesten való átkelésnél, főzés, vasalás stb. közben történő elalváskor. Komolyabb következmények az alvás közbeni ismétlődő végtagmozgások, néha légzésleállások.

## Diagnózisa
A legtovább rejtve maradó betegség, akár 10-20 év is eltelhet az első tünetek megjelenésétől a diagnosztizálásig. Az emberek többsége egyáltalán nem, vagy csak nagyon sokára fordul orvoshoz, a környezet lustáknak bélyegzi őket. Valódi statisztikai adatok nincsenek, a betegek számát nagyon nehéz megbecsülni, az orvosok a hozzájuk fordulóknál ritkán gondolnak narkolepsziára, általában rossz diagnózist állítanak fel, az alvásproblémákat kimerülésre, lelki gondokra, stresszre, idegrendszeri problémákra vezetik vissza. A félrediagnosztizálás eredményeképpen memóriajavító, serkentő, epilepszia, depresszió, skizofrénia elleni gyógyszereket írnak fel.
A panaszokkal jelentkező beteget az orvos legelőször laboratóriumi vizsgálatokra küldi, ahol kizárásra kerülnek bizonyos betegségek: cukorbetegség, vérszegénység, máj- és veseelégtelenség stb., esetleg belgyógyászati rutin kivizsgálásra is sor kerülhet.
Megfelelő leletek esetén a következő lépés a beteg alapos kikérdezése, fennálló, vagy előző betegségek, gyógyszerszedés, esetleg gyógyszer elhagyás, a családban előforduló betegségek, a betegség megjelenése stb. A részletes kikérdezés mellett specifikus kérdőíves vizsgálatra is sor kerülhet (Ullanlinna Narkolepszia Skála). A betegség feltárását segíti az alvásnapló vezetése, ahonnan nagyon pontos információk nyerhetőek a tünetekről, azok jelentkezéséről, időtartamáról, gyakoriságáról, milyen hatásokra jelentkezik intenzívebben, milyen a lefolyása stb.
A narkolepszia biztos diagnózisa csak alvászavarokra specializálódott alváslaboratóriumokban, összetett műszeres vizsgálattal történhet. Ehhez általában két vizsgálatot végeznek, poliszomnográfiás és alváslátencia tesztet. A poliszomnográfiás mérésnél a fejbőrre helyezett elektródákkal az alvás alatti sokféle agytevékenységet vizsgálják. Ehhez a betegnek a kórházban kell maradnia, általában egy éjszakát. Az agyi aktivitás (EEG) mellett, a szívverést (EKG), az izmok mozgását, a szemmozgásokat, valamint a légzésváltozásokat is rögzítik. Az éjszakát másnap több alkalommal elvégzett alváslátencia teszt követ.
Alvásközpontok Magyarországon Budapesten, Szegeden, Pécsen, Debrecenben és Nyíregyházán működnek.

## Kórlefolyása
Többnyire fiatal felnőttkorban kezdődik, az esetek nagyrészében kisebb tünetekkel, amit inkább krónikus fáradtságnak, vagy enyhébb depressziónak diagnosztizálnak. A betegség ezután akár két-három évtizedig is romolhat, de 60 éves kor után többnyire enyhül, ami talán azzal magyarázható, hogy idősebb korban már az alvásigény is lecsökken.

## Kezelése
A narkolepszia pontos okai nem ismertek, ezért azok nem szüntethetőek meg, gyógyítása sem lehetséges egyelőre, de megfelelő gyógyszerekkel és életmóddal a beteg akár teljes értékű életet is élhet.
A kezelések minden esetben személyre szabottan történnek, figyelembe véve a beteg körülményeit, munkáját, családját, környezetét, otthonát, valamint a tünetek súlyosságát. Legnagyobb nehézség a társadalmi és családi elfogadás és segítés megteremtése. Be kell vonni a környezetet is, nekik is meg kell érteni a betegséget, hogy segíteni, támogatni tudják a beteget, jelentősen csökkentve így a stresszt, ami a fellépő tünetek miatt éri őket. Speciális intézmények által nyújtott pszichológiai, valamint az egyénre szabott terápia összeállításában szomnológusok segítségére is szükség lehet.
Kezelés nélkül a betegség tovább súlyosbodik.
Nagyon fontos a beteg életviteléhez igazodó napirend, az alvás és a napi tevékenységek pontos ütemezése. A betegnek azonos időben kell lefeküdnie és felkelnie, a nap folyamán többszöri 15-20 perces alvásszüneteket kell beiktatni a fáradtság és a kontrollálatlan álmosság elkerülésére. Az éberség fenntartása a rendszeresen végzett testmozgással növelhető.
Fontos szerepe van a napi teendők megszervezésénél az étkezéseknek is. Megfigyelték, hogy a főétkezések előtt körülbelül 90 perccel a betegek éberebbek, ritka az elalvás. Viszont az étkezések után fél-, egy órával megszaporodnak az elalvási rohamok. Nagyon fontos, hogy kerülni kell a nehéz ételeket, (több kisebb mennyiségű étel elfogyasztása javasolt), az alkoholt, a nikotint, a nyugtatókat, az alvást elősegítő gyógyszereket, például az antihisztaminokat és neuroleptikumokat. A koffeinre is vigyázni kell, mert hatással van az éjszakai pihenésre is. Az édesség fogyasztása is rossz hatású.
Az ébrentartásban segíthet a hideg víz, a zöld tea és egy speciális kék lámpa, mely csökkenti a szervezet melatonin termelését.
Megfigyelések szerint a testhőmérséklet növelésével, például forró italok fogyasztásával az éberség növelhető, viszont a bőrnél éppen ellenkezőleg, hűtéssel, a bőr hőmérsékletének csökkentésével érhető el, hogy ritkábban aludjanak el a betegek.
A stimuláló szerekkel csökkenthetőek, vagy elkerülhetőek a nemkívánatos elalvások. Ilyen izgatószerek például az DL-amfetamin, D-amfetamin, DL-metilfenidát,D-metilfenidát, SR-modafinil, R-modafinil vagy MAO-B gátló L-amfetamin alapú(Selegilin) tartalmú készítmények. A készítmények szigorú orvosi ellenőrzés mellett alkalmazhatóak csak,mert a mellékhatásként jelentkező eufória önadagolásra hajlamosíthat(ez egyénfüggő,pszichológiai vizsgálat abúzusra való hajlamot tekintve keresendő), az orvosi előírásokat követve viszont nem okoznak olyan hozzászokást mint pl a morfin,nincs szükség a dózis emelésre a beállítás után,e tekintetben a Ritalin-metilfenidát a legkevésbé veszélyes az egyénre, a legrosszabb a ma már csak az Egyesült Államokban használt Desoxyn-metamfetamin,mely régebben Európa szerte széles körben is elterjedt hivatalos gyógyszer volt(lásd 1989ig:Pervitin).A mellékhatások: idegesség, fogyás, túlzott aktivitás,szexuális identitászavarok,túlzott fájdalomkereső szexualizmus, ingerlékenység, pulzusnövekedés,vérnyomásnövekedés,depresszió. Kevesebb ilyen, de másfajta általánosságban lágyabb, de ritkán súlyos akár életveszélyes! mellékhatással rendelkeznek a modafinil tartalmú készítmények.
A kataplexia és a hipnagog hallucinációk befolyásolása a REM alvási fázist késleltető antidepresszáns gyógyszerekkel(clomipramin,fluoxetin,citalopram,tianeptin) és nátrium oxibáttal(Xyrem) történik.

## Kutatások
Az amerikai Stanford Egyetem kutatói genetikai bizonyítékot találtak arra, hogy a narkolepszia az immunrendszer zavara, azon belül is a T-sejtek hibája. Egy bizonyos gén hatására a T-sejtek hibásan kezdenek el működni, az agy alvásközpontjának sejtjeit támadják meg. A szervezetben elpusztulnak azok a neuronok, amelyek az ébren maradásért felelős hipokretin nevű proteint állítják elő. A betegségnek van genetikai háttere, akinek a közvetlen családjában narkolepsziás van, annak tízszer-negyvenszer nagyobb az esélye, hogy kifejlődik nála is a betegség. A kutatók véleménye mégis az, hogy autoimmun betegség, mert genetikai tényezőkkel is csak 1,5% az esély arra, hogy valakiben ki is alakuljon. Egy családban nagyon ritka a kettőnél több beteg. Több tényezőnek kell egybeesnie, hogy a betegség kitörjön a nyugvó állapotból. Ez lehet környezeti hatásként például fizikai vagy pszichikai trauma, fertőzés stb., melynek hatására a T-sejtek aktiválódnak, ami kihat az immunrendszer több területére is. Ma még nem tudni mi az oka, hogy a szervezet saját maga ellen fordul.
A tudósok azt is felfedezték, hogy a HLA-gén, mely a népesség csupán egynegyedénél van jelen, a narkolepsziás betegek csaknem mindegyikében megtalálható.
A betegség fő jellegzetessége az orexin, másnével hipokretin elnevezésű agyi ingerületátvivő (peptidhormon) mennyiségének drasztikus csökkenése, vagy teljes hiánya az agyi-gerincvelői folyadékban. Ez a kémiai vegyület felelős az idegsejtek közötti információtovábbításért. Az alvás-ébrenlét ciklus szabályozhatatlansága, valamint a REM alvás ideje mögött feltételezhetően a peptidhormont termelő idegsejtek pusztulása áll. Jerome Siegel az UCLA pszichiátor professzorának fedezése, hogy a betegség fő okozója, a hiányzó vagy lecsökkent orexin mennyiség.
A kutatók jelenleg azon fáradoznak, hogy olyan kezelést fejlesszenek ki, mely megakadályozza a T-sejtek specifikus receptorainak aktiválódását.
Immunglobulinnal történő kezelés, melyet általában az idegrendszer autoimmun betegségeinél alkalmaznak, rendkívüli eredményeket mutatott. Azokat az alvászavarral küzdő betegeket, akiket az első tünetek megjelenését követően kezeltek ezzel a vegyülettel, a betegség rövid időn belül megszűnt.
Már állatkísérletekkel is bizonyították, hogy génmanipulált egereknél, akikben nem termelődött orexin és bizonyos időközönként álomba zuhantak, valamint az izomtónus vesztés is jelentkezett náluk, orexin adagolására felébredtek, majd ezt követően sem estek vissza még mélyebb álomba, mint a narkolepszia ellen adott néhány gyógyszernél gyakran előfordul. Az orexin pótlás, vagy annak termelését elősegítő készítmények valószínűleg megoldás lesz a narkolepszia kezelésére.
A betegségre jellemző csökkent likvór orexinszin szint vizsgálata Magyarországon nem elérhető.

## Híres narkolepsziások
- Winston Churchill egykori brit miniszterelnök
- Nastassja Kinski modell és színésznő
- Jimmy Kimmel amerikai műsorvezető-humorista
- Kurt Cobain a Nirvana rockegyüttes énekese, szövegírója és gitárosa
- Gesztesi Károly magyar színművész, szinkronszínész[43]

## Narkolepszia állatoknál

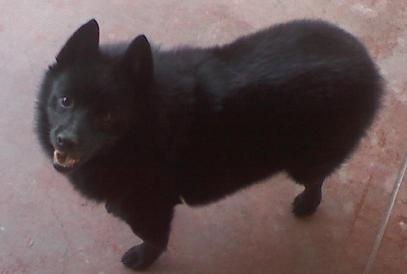

Ez a fajta idegrendszeri probléma az állatokat sem kíméli. Elsősorban kutyáknál és lovaknál figyelhető meg. A betegség nem halálos és nem fájdalmas, de veszélyes helyzetekbe sodorhatja az állatot, evés közben fulladást is okozhat. Két fajtája fordul elő, a kóros álmosság, amikor az állat folyton csak aludna és a kataplexia, mikor főleg izgalom, (pl. játék, evés) hatására izmai hirtelen lebénulnak, az állat összeesik. A tudatkieséses állapot pár másodperctől akár 30 percig is tarthat. Hangosabb zajra, tapsolásra, kiáltásra az állat felébreszthető. Amikor magához tér, sokszor viselkedése zavarodott.
Általában nem áll semmilyen szervi, mentális vagy fizikai háttér a tünetek mögött és az állaton nem is tapasztalható a normálistól eltérő másfajta viselkedés.

### Legjellemzőbb tünetek
- Állandó álmosság.
- Hirtelen bekövetkező öntudatvesztés.
- A végtagok, a fej és a törzs lebénulása.
- Végtagrángás, hangadás, gyors szemmozgás.
- Zajhatásra vagy fizikai ingerre az állat kizökkenthető a tudatvesztett állapotból.[44]

### Lehetséges okok
- Öröklés
- Idegrendszeri rendellenesség
- Immunrendszeri probléma
- Ismeretlen eredetű, más betegséggel nem összefüggő[44]

Lovaknál a diagnosztizálás fizosztigmin teszttel történik, kezelésére az embereknél Provigil-modafinil, Ritalin(metilfenidát) és Adderall európában Attentin(DL-amfetamin)-t használják, katalepszia megléte esetén Jumex(-selegilin),Anafranil(-clomipramin) és a XYrem(-nátrium oxybát) használatos kiegészítőkkel.

## Film
- A narkolepszia (Living Nightmare) magyarul beszélő, angol ismeretterjesztő film[46]
- Narcolepsia (2014)[47]

## Könyv
Szűcs Anna Narcolepsia - Ablak az alvásra Akadémia Kiadó Zrt., 2003, ISBN 9630579995